# Denis Payot
Denis Payot (* 9. Juli 1942; † 14. September 1990) war ein Schweizer Rechtsanwalt mit einer Kanzlei in Genf. Außerdem war Payot bis 1978 Präsident der Schweizer Liga für Menschenrechte. Payot wurde im Jahr 1977 bei der Schleyer-Entführung als Vermittler und vor allem Nachrichtenübermittler zwischen den Terroristen der Rote Armee Fraktion (RAF) und dem Bundeskriminalamt, bzw. der Polizei eingesetzt. Er erhielt für diese Vermittlung ein Honorar von rund 180.000 Schweizer Franken.

## Vermittlung bei der Entführung von Hanns-Martin Schleyer
In ihrem Bekennerschreiben, das einen Tag nach der Entführung von Hanns-Martin Schleyer am 6. September 1977 über einen Wiesbadener Pastor den Behörden zuging, brachte die RAF erstmals den Namen des Schweizer Anwalts ins Gespräch. Dieser sollte nach den Wünschen der Terroristen gemeinsam mit Pfarrer Martin Niemöller zu deren Sicherheit die freizulassenden Häftlinge bei ihrer Ausreise in ein Land ihrer Wahl begleiten. Die Entscheidung der Bundesregierung, Payot als Vermittler einzuschalten, fiel in der Sitzung des Kleinen Krisenstabes am 8. September. Der Vorschlag, Payot als Vermittler einzusetzen, kam von Horst Herold, dem Chef des Bundeskriminalamtes, der dann auch beauftragt wurde, Payot zu kontaktieren. Payot ging am späten Abend des 10. Septembers vor die Presse und erklärte: „Ich habe kein Mandat von der deutschen Polizei übernommen. Das Mandat ist unterzeichnet und erteilt von der Bundesregierung selbst unter dem Vorsitz des Bundeskanzlers der Bundesrepublik Deutschland, Herrn Schmidt.“
Der Anwalt wurde von den Entführern Schleyers in der Zeit vom 6. bis 17. September vierzehnmal telefonisch kontaktiert. Von Deutschland abgehende Telefonanrufe zum Anschluss Payots wurden vom Frankfurter Fernmeldeamt aus durch das Bundeskriminalamt abgehört, außerdem wurde eine Fangschaltung gelegt, mit der diese Anrufe zu Kölner Telefonzellen zurückverfolgt werden konnten. Die französischen Behörden stellten fest, dass Payot auch mehrfach vom Gare du Nord in Paris aus angerufen wurde.
Die Bundesregierung nutzte die Vermittlung Payots zum Hinhalten, worüber sich die RAF am 14. September gegenüber Payot beschwerte, er möge sich gegen die ihm von der Bundesregierung zugedachte Funktion des „zeitliche[n] Herausschiebens und Verzögerns“ verwahren. Doch auch in den nächsten Wochen wurden über Payot Nachrichten zwischen Bundesregierung und Entführern ausgetauscht. So erhielt Payot am 8. Oktober einen Brief, den Schleyer handschriftlich verfasst hatte. In dem Brief hieß es neben für Schleyers Ehefrau bestimmten Grüßen unter anderem, dass Payots Vermittlertätigkeit keinen weiteren Zweck mehr habe, solange sie nicht wirklich zu Ergebnissen führe.
Am 14. Oktober gegen 2 Uhr morgens ging bei Payot telefonisch das Bekenntnis der RAF-Terroristen zur Beteiligung an der Entführung der Lufthansamaschine Landshut ein. Die Passagiere und Besatzung des Lufthansafluges 181 stünden unter Kontrolle des Kommandos Siegfried Hausner, hieß es. Man habe dieselben Forderungen wie das Kommando Martyr Halimeh.

## Familiäres
Denis Payot war ein Neffe des Taizé-Gründers Frère Roger Schutz.